# 新经济政策 (马来西亚)
1969年的五一三事件發生後，第二任马来西亚首相敦阿都拉萨領導的政府於1970年提出了新經濟政策（英語：New Economic Policy）。旨在改變馬來人和其他種族之間的社會和經濟鴻溝，這個以種族為劃分界線的社會改造計畫被认为是个雄心勃勃但同時也極具爭議性的政策，新經濟政策在1990年撤销后，由國家發展政策（英語：National Development Policy）所取代。

## 歷史
在英殖民时代，馬來人在社会、政府职务与就业上皆拥有一定的优先權，當馬來亞聯合邦在1957年宣佈獨立后，联邦宪法中拟定了第153條文，内容阐明最高元首为马来子民（Orang Melayu）及土著保障其马来西亚公民的社会地位及特权。瑞德委員會在起草该条文时也声明在適當時候，马来人特权将逐步減少並最終停止。
在1963年，馬來亞联合邦與新加坡、沙巴和砂拉越组成馬來西亞后，新制定的憲法中保留第153條文，并将土著的定义擴大到包括沙巴原住民和砂拉越原住民。由於聯邦政府与新加坡政府针对马来人特权课题發生爭執，双方关系日趋紧张，促使新加坡在1965年脫離聯邦独立。瑞德委員會明確指出，第153條文的目的主要是消除马来西亚华人和马来人之间经济分配的不平衡，然而在馬來西亞獨立后，土著所占的经济份額並沒有大幅度的增加；至1970年估计土著只占有2.4%的經濟份额，其他绝大部份都掌握在华人和外国人的手中。在1969年期間，马来人与华人之间的摩擦达到了顶点，在是年5月13日爆发種族騷亂事件。

## 新經濟政策的發起
在發生五一三事件后，联邦政府宣佈進入緊急狀態，同时国會也宣佈暫停运作，由敦拉薩领导成立了一个全國行動委員會，该委员会闡明将通过快速经济增長以增加马来人在经济上所占的配额。在1971年国會重新召開后，敦阿都拉萨正式接任首相的职务，并在同年宣佈新经济政策修正案，同时以煽動法令禁止討論、修正或廢除包括第153条文在内的憲法，該修正案獲得通過后保留时至2006年。

## 目標
新經濟政策闡明的目標消除貧困和重整經濟結構，以平衡各種族之間的經濟差異。最初的提出的目標把土著:非土著:外國人的經濟比率由2.4:33:63調整至30:40:30。

## 1990年结束后
在1992年巫统大会上，时任首相马哈迪·莫哈末在开幕闭幕演词之中表明，马来社会必须自强自助，全面投入现代合理化的工商企业文化，否则永远依赖国家提供援助，依凭政治力量的拐杖与他族竞争，将无法进步分享国家的财富。首相也抨击某些代表在巫统大会上所提出的建议，否定了代表们一而再崇信“拐杖主义”的思想。他说事实已经证明，增加马来人固打制下股权的分配，把所有政府的承包工程分给巫统党员，不但会使巫统在大选中受挫，也无法提高马来人民的经济地位。唯有土著人民改变自己的价值取向，通过文化的变革，增长土著社会的商业竞争力，才能改变马来人民的命运。

## 影响
新经济政策使得在马来西亚开始推行固打制，对马来人与土著（原住民）以外的族群（如华人与印度社群）的一种差別待遇。其中这项制度涵盖大学学位固打制、奖学金固打制、土著房屋固打制、公共工程固打制等。固打是英文“quota”（配額）音譯而來的詞。

## 脚注
1. ↑  Ooi, Jeff (2005). "Social Contract: 'Utusan got the context wrong'" 的存檔，存档日期2005-10-30.. 2005年11月1日查阅.
2. ↑  Ho, Andy (Aug. 6, 2005). "Reviving NEP, Umno's race card, again?" 的存檔，存档日期2008-04-10.. 海峡时报.
3. ↑  Means, Gordon P. (1991). Malaysian Politics: The Second Generation, 8, 14, 15, 23–27页 牛津大学出版社 ISBN 0-19-588988-6.
4. ↑  沈观仰. . 《南洋商报》. 1992年11月25日 （中文）.
5. ↑  胡爱清. . 世界民族. 2004, (1): 65–72  [2018-02-15]. （原始内容存档于2018-02-16）.